# Хаято
Хая́то (яп. 隼人,はやと, «люди-соколи»)  — соціо-культурна або етнічна група, яка проживала у Південній Японії, південній частині острова Кюсю, впродовж 3 — 8 століть.

## Короткі відомості
Хаято вважаються автохтонами Японського архіпелагу і нащадками культури Джьомон. Їх розглядають як культурно-споріднену групу кумасо.
З експансією ранньояпонської держави Ямато на південь, войовничі хаято вступили з нею у збройний конфлікт, але зазнали поразки і були підкорені у 8 столітті.
Яматоські монархи часто відправляли хаято на північ Японського архіпелагу воювати проти тамтешніх племен еміші або до столиці — охороняти імператорські палаци.
Хаято зникли у 8 — 9 століттях. Згадки про хаято збереглися в топоніміці — від їхнього імені, яке було надано ворогами-яматосцями, походять однойменні назви сіл і містечок у префектурі Каґосіма. Інколи вихідців з цієї префектури також називають «хаято».